# Gowienica
Gowienica (niem. Gubenbach) – rzeka w zlewisku Morza Bałtyckiego (Zalew Szczeciński) o długości 51,09 km.
Rzeka płynie w województwie zachodniopomorskim przez gminy: Maszewo, Goleniów, Osina, Przybiernów, Stepnica. Jej źródła znajdują się w dolinie torfowej w okolicach Burowa, Mostów i Pogrzymia. Następnie płynie przez doliną przez teren jednostki wojskowej, obok wsi Glewice, Bodzęcin i Niewiadowo. W Bodzęcinie wpływa do niej Stepnica. Następnie przepływa przez Biebrówek, Łoźnica, Dzisna, za mostem drogi krajowej nr 3 w Babigoszczy kieruje się w leśne ostępy okolic Widzieńska. Do Zalewu Szczecińskiego (Zatoki Stepnickiej), uchodzi w Stepnicy. Osady niesione przez Gowienicę cały czas przesuwają jej ujście w głąb Zalewu.
Rzeka jest szlakiem kajakowym.